# Vicariato apostolico
L'espressione vicariato apostolico designa l'ufficio o la giurisdizione di un rappresentante del Sommo Pontefice. Nel Medioevo l'espressione si riferiva ad una carica politica, successivamente, con lo sviluppo dell'attività missionaria della Chiesa, è stata ripresa per indicare un tipo particolare di circoscrizione equiparata alla diocesi.

## Carica politica
Intorno al XIV secolo nel Nord Italia la crisi profonda del sistema comunale portava all'emersione delle signorie come forma di governo di fatto. Le città, pur mantenendo di diritto i propri statuti, cariche, competenze e privilegi, venivano sottoposte totalmente al volere del signore, spesso un nobile chiamato per "ristabilire la pace". Con il tempo i signori si fecero conferire da uno dei due poteri universali il vicariato imperiale (dall'imperatore) o apostolico (dal papa) come legittimazione di diritto di poteri che avevano già da tempo assunto di fatto.
Il vicario altro non era che il rappresentante del potere centrale in un determinato territorio. Poteva succedere anche che la stessa persona, o lo stesso casato, ricoprissero più vicariati contemporaneamente. Ad esempio, gli Estensi esercitavano il vicariato papale a Ferrara mentre godevano di un vicariato imperiale a Modena e Reggio Emilia.

## Circoscrizione ecclesiastica
Oggi con l'espressione "vicariato apostolico" si indica una tipologia di circoscrizione ecclesiastica della Chiesa cattolica di rito latino.
È definito dal Codice di diritto canonico al canone 371 §1:
(canone 371 §1)
Il Codice di diritto canonico dice inoltre:
(Canone 368)
L'assimilazione dei vicariati apostolici alle diocesi non implica che essi siano chiese particolari (come, invece, è esplicitamente affermato per le diocesi), ma stabilisce che ad essi si applica, mutatis mutandis, il complesso di norme stabilite dal diritto per le Chiese particolari. Per i vicariati apostolici è, perciò, tuttora discusso se siano chiese particolari, essendo il loro ufficio di presidenza munito di potestà ordinaria vicaria, anziché propria. L'ordinario del vicariato apostolico è vescovo non del vicariato, ma di una sede titolare e regge il vicariato a nome del papa.
Generalmente, il motivo per cui una determinata zona non diventa diocesi, ma vicariato apostolico, è che si trova in una zona di missione, dove il Cristianesimo non è ancora radicato e non sarebbe possibile costituire una vera diocesi, dato che la struttura di Chiesa è ancora molto debole.
Il vicario apostolico, a differenza del vescovo diocesano, può compiere la visita ad limina attraverso un procuratore.

### Elenco dei vicariati apostolici
La seguente è la lista di tutti gli 81 vicariati apostolici attualmente esistenti:
- Vicariato apostolico di Aguarico
- Vicariato apostolico di Aleppo
- Vicariato apostolico di Alessandria d'Egitto
- Vicariato apostolico dell'Anatolia
- Vicariato apostolico dell'Arabia meridionale
- Vicariato apostolico dell'Arabia settentrionale
- Vicariato apostolico di Auasa
- Vicariato apostolico di Aysén
- Vicariato apostolico di Beirut
- Vicariato apostolico di Bengasi
- Vicariato apostolico di Bontoc-Lagawe
- Vicariato apostolico del Brunei
- Vicariato apostolico di Calapan
- Vicariato apostolico di Camiri
- Vicariato apostolico di Caroní
- Vicariato apostolico del Chaco Paraguayo
- Vicariato apostolico del Darién
- Vicariato apostolico di Derna
- Vicariato apostolico di Donkorkrom
- Vicariato apostolico di El Beni
- Vicariato apostolico di El Petén
- Vicariato apostolico di Esmeraldas
- Vicariato apostolico delle Galápagos
- Vicariato apostolico di Gambella
- Vicariato apostolico di Gimma-Bonga
- Vicariato apostolico di Guapi
- Vicariato apostolico di Harar
- Vicariato apostolico di Hosanna
- Vicariato apostolico di Ingwavuma
- Vicariato apostolico di Inírida
- Vicariato apostolico di Iquitos
- Vicariato apostolico delle Isole Comore
- Vicariato apostolico di Istanbul
- Vicariato apostolico di Izabal
- Vicariato apostolico di Jaén in Perù o San Francisco Javier
- Vicariato apostolico di Jolo
- Vicariato apostolico di Leticia
- Vicariato apostolico di Luang Prabang
- Vicariato apostolico di Makokou
- Vicariato apostolico di Meki
- Vicariato apostolico di Mitú
- Vicariato apostolico di Méndez
- Vicariato apostolico di Mongo
- Vicariato apostolico del Napo
- Vicariato apostolico del Nepal
- Vicariato apostolico di Nekemte
- Vicariato apostolico di Ñuflo de Chávez
- Vicariato apostolico di Paksé
- Vicariato apostolico di Pando
- Vicariato apostolico di Phnom-Penh
- Vicariato apostolico del Pilcomayo
- Vicariato apostolico di Pucallpa
- Vicariato apostolico di Puerto Ayacucho
- Vicariato apostolico di Puerto Carreño
- Vicariato apostolico di Puerto Gaitán
- Vicariato apostolico di Puerto Leguízamo-Solano
- Vicariato apostolico di Puerto Maldonado
- Vicariato apostolico di Puerto Princesa
- Vicariato apostolico di Puyo
- Vicariato apostolico di Quetta
- Vicariato apostolico di Requena
- Vicariato apostolico di Reyes
- Vicariato apostolico di Rodrigues
- Vicariato apostolico di Rundu
- Vicariato apostolico di Salonicco
- Vicariato apostolico di San Andrés e Providencia
- Vicariato apostolico di San Jose in Mindoro
- Vicariato apostolico di San José del Amazonas
- Vicariato apostolico di San Miguel de Sucumbíos
- Vicariato apostolico di San Ramón
- Vicariato apostolico di Savannakhet
- Vicariato apostolico di Soddo
- Vicariato apostolico di Tabuk
- Vicariato apostolico di Taytay
- Vicariato apostolico di Tierradentro
- Vicariato apostolico di Trinidad
- Vicariato apostolico di Tripoli
- Vicariato apostolico di Tucupita
- Vicariato apostolico di Vientiane
- Vicariato apostolico di Yurimaguas
- Vicariato apostolico di Zamora